# Shropshire (dystrykt)
Shropshire – dystrykt (unitary authority) w hrabstwie ceremonialnym Shropshire w Anglii. W 2011 roku dystrykt liczył 306 129 mieszkańców.